# Price Bluff
Il Price Bluff (in lingua inglese: Falesia di Price), è una grande falesia antartica situata 9,3 km a nordest del Monte Mooney, vicino alla testa del Ghiacciaio Robison, nei Monti della Regina Maud, in Antartide.
La falesia è stata mappata dall'United States Geological Survey (USGS) sulla base di rilevazioni e foto aeree scattate dalla United States Navy nel periodo 1960-64.
La denominazione è stata assegnata dal Comitato consultivo dei nomi antartici (US-ACAN) in onore del luogotenente Robert P. Price, della United States Navy, ufficiale e osservatore fotografico su molte missioni di ricognizione fotografica durante l'Operazione Deep Freeze del 1965 e 1966.